# 가비지 (밴드)
가비지(Garbage)는 1994년 미국의 위스콘신주에 있는 매디슨에서 결정된 얼터너티브 록 밴드이다. 그룹은 스코틀랜드 출신의 여성인 셜리 맨슨(Shirley Manson / 보컬, 기타)과 미국인 음악가인 듀크 에릭슨(Duke Erikson / 베이스, 기타, 키보드, 퍼커선), 스티브 마커(Steve Marker / 기타, 키보드) 그리고 부치 빅(Butch Vig / 드럼, 퍼커션)으로 구성되어 있다. 이 네 명의 멤버는 작사와 작곡을 포함한 앨범의 전반적인 프로듀싱 과정에 참여하여 왔으며, 그들의 앨범은 전 세계적으로 1천 7백만 장가량 판매된 것로 집계되었다.
가비지(Garbage)는 1995년과 1996년 사이에 "Stupid Girl"과 "Only Happy When It Rains"와 같은 싱글을 연속으로 히트시키며 점진적인 인기를 얻게 된다. 그들의 데뷔 앨범 <Garbage>는 아무도 성공을 예상하지 않았지만, 4백만 장 이상의 판매고를 보이면서 영국과 미국 그리고 호주에서 더블 플래티넘의 영광을 얻는 큰 성공을 거둔다. 이 기세에 힘힙어 밴드는 1996 MTV Europe Music Awards에서 신인 아티스트 상을 거머쥐게 된다.
약 2년의 작업 기간이 소요된 후속 앨범, <Version 2.0>은 1998년에 발매되자마자 영국 차트에서 1위로 등장하면서, 그 해 그래미 어워드 2개 부문(올해의 음반, 베스트 록 음반)에 노미네이트된다. 이 앨범은 상업적으로도 전작인 <Garbage>의 판매량에 도달하였다. 이후 밴드는 영화음악 작업에 참여하게 되는데, 19번 째 제임스 본드(James Bond) 영화를 위한 테마 음악의 공동 프로듀싱과 실연을 맡았다. 곡 이름은 "The World Is Not Enough".
롤링스톤즈 지가 선정한 올해의 Top 10 앨범에 선정되었음에도 불구하고, 2001년에 발매한 세 번째 앨범인 <Beautiful Garbage>는 상업적인 측면에서는 전작에 비해 실패하였다. 밴드는 2003년 후반에 조용히 해산하였으나, 2005년에 네 번째 앨범인 <Bleed Like Me> 녹음작업을 위해 다시 뭉친다. 그리고 그 앨범은 미국 내 차트에서 최고 4위까지 오르는 기염을 토한다. 한편, 앨범 발매 이후에 이어진 Bleed Like Me 투어 중, 밴드는 무기한 활동 중단"을 선언하며 가을에 예정되어 있던 유로피언 투어를 취소해버린다. 추가적인 코멘트로 '우리는 해산하는 게 아니며, 단지 개인적인 시간이 필요할 뿐'이라는 말을 남긴다.
2006년에 셜리 맨슨이 솔로 앨범 작업을 하던 중에, 부치 빅이 공동 프로듀싱 작업을 시작하면서, 이들은 다시 움직이기 시작한다. 가비지는 2007년부터 다시 활동을 시작했으며, 베스트 앨범인 <Absolute Garbage>를 같은 해에 발매하였다. 현재 밴드는 그들의 5번째 스튜디오 앨범인 <Not Your Kind of People>을 작업 중이고, 이 앨범은 2012년 5월 14일에 자신들의 독립 레이블인 Tunvolume Records를 통해 발매가 예정되어 있다.
한편, 가비지는 VH1s가 선정한 '가장 섹시한 아티스트 100'에 #60위로 랭크되었다.

## 결성 및 초기 (1993 ~ 1994)
듀크 에릭슨과 부치 빅은 '스푸너(Spooner)'와 '파이어 타운(Fire Town)'을 포함한 여러 밴드에서 활동한 이력이 있다. 한편, 스티브 마커는 이들과 함께 했던 사운드 엔지니어였다.
1983년에 빅과 마커는 미국 위스콘신 주에 있는 매디슨에 스마트 스튜디오(Smart Studio)를 설립했다. 후에 서브팝 레이블(Sub Pop Label) 소속의 음악가의 음악 작업을 하면서, 이 곳은 얼터너티브 록 / 그런지 록의 산실이 된다. 한편, 스푸너에서 에릭슨과 마커 그리고 빅은 짧은 기간 동안 앨범 작업을 함께 하는데, 이를 계기로 이들은 새로운 밴드를 결성하고자 하는 생각을 갖게 된다. 그 당시 그들의 주된 작업은 자신들의 작품을 리믹스 하는 하던 것이었지만, 모두들 이 작업에 지쳐 있었고, 그들은 자신들의 장비를 활용하여 새로운 프로젝트를 시작하기에 이른다. 그리고 그 프로젝트의 초창기 작업물에 대한 코멘트 중, “마치 쓰레기(Garbage) 같아” 라는 감상에서 밴드 이름의 영감을 얻는다.
처음에는 빅이 보컬을 맏았으나, 하지만 세 멤버 모두 남성 그룹에만 있었기에, 여성이 밴드를 이끌어갔으면 하는 바람을 가지고 있었다고 한다. 그러던 중, 마커가 120 Minutes 라는 TV 프로그램에서 인상 깊게 본 앤젤피시(Angelfish)의 “Suffocate Me” 라는 뮤직비디오를 에릭슨과 빅에게 보여주게 된다. 그리고 그들의 매니저인 섀넌 오셔(Shannon O'Shea)는 그 밴드의 보컬인 셜리 맨슨(Shirley Manson)과 접촉을 시도하게 된다. 한편, 그녀는 그때까지도 빅이 너바나(Nirvana)의 앨범 <Nevermind>의 프로듀서였다는 것을 모르고 있었다고 전해진다.
1994년 4월 8일 런던에서, 맨슨과 에릭슨, 마커, 그리고 빅이 처음으로 한 자리에 모이게 된다. 하지만 당시 앤젤피시는 북아메리카 투어 중인 관계로 가비지 활동이 여의치 않은 상황이었다. 하지만, 세 명의 남자 멤버는 맨슨의 오디션을 보기 위해, 메트로 시카고(Metro Chicago : 시카고에 있는 콘서트 홀)로 그녀를 초대한다. 비록 오디션은 제대로 진행되지 않았지만, 맨슨과 세 멤버는 서로의 음악적 취향이 비슷하다는 것을 알고 친해지게 된다. 한편, 앤젤피시는 투어가 끝남과 동시에 해체되었고, 맨슨은 가비지의 매니저인 오셔에게 전화를 걸어, "잘 될 거 같아.(It would work out)"라는 말과 함께 오디션을 다시 볼 수 있는 지의 여부를 묻는다.
세션 음악가들과 작업을 해 본 경험이 없는 맨슨은, 가비지의 일원으로서 가졌던 첫 연습을 "재앙" 이라 묘사했다. 밴드는 맨슨과 맨슨이 아닌 부분으로 나뉘어 완전히 어울리지 않는 두 부분의 합일 뿐이었다. 하지만 서로 신경쓰지 않는 쪽으로 논의하여, 밴드는 결속력을 유지하게 된다. 그들의 첫 곡은 맨슨이 애드립으로 가사를 붙인 "Stupid Girl", "Queer" and "Vow" 등이었는데, 맨슨은 그 이전까지 곡을 한 번도 써 본 적이 없었다고 한다. 녹음은 스마트 스튜디오에서 진행되었고, 가사는 위스콘신의 북쪽 숲에 있는 오두막에서 쓰여졌다고 전해진다.
그런지록 / 얼터너티브 록에서 프로듀서로서 큰 명성을 얻은 그들이었지만, 그들은 자신들의 음악이 뭔가 새롭기를 바랐고, 팝 음악에 가까운 소리를 만들기 위해 최선을 다했다. 그리고 Rock N Roll Experience(음악잡지)에서 그들의 곡 "Vow'에 대해 설명해 달라고 요청했을 때, 에릭슨은 다음과 같이 대답했다. "우리의 음악이 어떻다고 설명하는데 뭔가 좀 주저하게 되네요. 듣는 사람이 알아서 생각하도록 그냥 두도록 하죠. (We kind of hesitate to say what the songs are about... leave it up to the listener.)"
빅은 당시 세계에서 손꼽히는 거물급 프로듀서였다. 그가 이 밴드에 속해 있다는 사실이 알려지면 대형 레이블에서 계약하자고 달려들 것이 불보듯 뻔한 상황에서, 이를 피하고자 가비지는 밴드 소개에 대한 자료 없이 데모 테이프만 여기저기 보낸다. 그리고 최종적으로 영국의 레이블인 Mushroom U.K Worldwide 와 북아메리카 지역을 제외한 계약을 체결한다. 그리고 멤버를 공개하지 않으려는 목적으로 음악잡지 볼륨(Volume Magazine)에서 제공하는 컴필레이션 앨범에 곡을 제공하기로 하는데, 완벽하게 녹음 작업이 끝난 곡이 "Vow" 한 곡 뿐이라서, 이 곡이 컴필레이션 앨범에 실리게 된다. 12월에 컴필레이션 앨범이 공개되었을 때, "Vow"는 영국의 XFM과 BBC Radio1에서 스티브 라마크(Steve Lamacq), 존 필(John Peel) 그리고 조니 워커(Johnnie Walker) 등과 같은 DJ에 의해 라디오 방송을 타기 시작했다. 그리고 입소문만으로 "Vow"는 미국으로 역수입되어, 가비지는 제리 모스(Jerry Moss)의 레이블인 Almo Sound와 북아메리카 음반에 대한 판권 계약을 맺는다. 한편, 맨슨은 솔로 앨범을 위해 Radioactive Records 와 계약을 따로 맺었는데, 아무런 보상 없이 Mushroom 과 Almo 두 레이블에서 활동하는 것이 허용되었다.
가비지는 볼륨(Volume Magazine) 과 "Vow"에 대해 배타적인 라이센스 계약을 맺었다. 그래서 밴드는 "Vow'를 상업적인 목적으로 사용할 수 없으리라 생각했고, 이 곡이 정규앨범에 수록되거나 싱글로 발매될 줄은 생각도 못했다고 한다. 하지만, 1995년 5월 20일, Mushroom은 "Vow"의 7인치 비닐 한정판 싱글을 Discordant 라는 서브 레코드 레이블을 통해 영국에서 발매한다. 그리고 5월 말에 미국의 얼터너티브 록 음악 라디오에서 주목할 만한 곡으로 "Vow"를 꼽으면서, 밴드는 미국 내 음반 발매의 요구를 강하게 받는다. "Vow"는 Billboard Hot Modern Rock Tracks에 #39위로 데뷔하였으며, 순위는 시간이 지나면서 점점 올라가, 7월에 최고 #26위를 찍었다. "Vow"는 빌보드 차트에 #97위로 2주간 머물렀는데, 이 2주를 포함하여 약 한 달 동안 최고의 인기를 얻었다.

## 멤버
- 셜리 맨슨 (Shirley Manson) - 보컬, 기타, 키보드
- 듀크 에릭슨 (Duke Erikson) - 기타, 베이스, 키보드, 백보컬
- 스티브 마커 (Steve Marker) - 기타, 베이스, 키보드, 백보컬
- 부치 빅 (Butch Vig) - 드럼, 퍼커션, 키보드 백보컬

## 음반 목록
| 연도   | 음반명                      | 순위 | 순위 | 순위 | 순위   |
| 연도   | 음반명                      | 영국 | 미국 | 호주 | 캐나다 |
| ------ | --------------------------- | ---- | ---- | ---- | ------ |
| 1995년 | 《Garbage》                 | 6    | 20   | 4    | -      |
| 1998년 | 《Version 2.0》             | 1    | 13   | 5    | 2      |
| 2001년 | 《beautifulgarbage》        | 6    | 13   | 1    | 6      |
| 2005년 | 《Bleed Like Me》           | 4    | 4    | 4    | 9      |
| 2007년 | 《Absolute Garbage》        | 11   | 68   | 18   | 43     |
| 2012년 | 《Not Your Kind of People》 |      |      |      |        |
| 2016년 | 《Strange Little Birds》    |      |      |      |        |
| 2021년 | 《No Gods No Masters》      |      |      |      |        |